# Cómo desbloquear a mi jefe
Cómo desbloquear a mi jefe (en hangul, 사장님을 잠금해제; RR: Sajangnim-eul Jamgeumhaeje ) es una serie de televisión surcoreana dirigida por Lee Cheol-ha y protagonizada por Chae Jong-hyeop, Seo Eun-soo y Park Sung-woong. Basada en el webtoon homónimo de Park Seong-hyun, se emitirá por el canal ENA desde el 7 de diciembre de 2022 hasta el 12 de enero de 2023, los miércoles y jueves a las 21:00 (hora local coreana).

## Sinopsis
Es la historia de un jefe que se queda atrapado en su teléfono inteligente tras un incidente y un joven desempleado que descubre la verdad después de encontrarlo.

## Reparto

### Principal
- Chae Jong-hyeop como Park In-seong, un joven en busca de empleo que se especializó en actuación en un entorno difícil, y que ha vivido mucho pero no ha logrado nada.[4]
  - Kim Ra-on como In-seong de niño.
- Seo Eun-soo como Jung Se-yeon, la secretaria de Kim Seon-joo, una joven impasible que parece un producto de inteligencia artificial, y que se convierte en la mejor aliada de In-seong.[5][6]
- Park Sung-woong como Kim Seon-joo, presidente de Silver Linings, una empresa emergente de tecnologías de la información, que ha quedado atrapado en un teléfono inteligente después de verse envuelto en un incidente sospechoso.[7]

### Secundario
- Kim Sung-oh como Ma-pi, un usurero que es acreedor de Se-yeon.[8]
- Han Ji-sang como Choi Seong-jun, inspector de la División Criminal de la Estación de Policía del Sur de Seúl.[9]

#### Entorno de Park In-seong
- Kim Young-sun como Choi Soo-jin, la madre de In-seong.[10]
- Ahn Nae-sang como Park Jae-chun, el padre de In-seong.[11]
- Yoon Byung-hee como Jeong Hyeon-ho, el mejor amigo de In-seong.[8]

#### Entorno de Kim Seon-joo
- Ki So-yu como Kim Min-ah, la hija de Seon-joo.[8]
- Heo Ji-na como Ji-hye, ama de llaves de Seon-joo, una persona romántica y misteriosa.[12]
- Choi Jin-ho como Shim Seung-bo, mayordomo de Seon-joo.[8]

#### Beomyoung
- Lee Sang-hee como Oh Mi-ran, directora ejecutiva de Beomyoung Group, la mayor empresa de Corea por capitalización, sobrina y rival de Oh Young-geun.[13]
- Bang Joo-hwan como Noh Wi-je, excapitán del ejército, ahora secretario y guardaespaldas de Oh Young-geun.[14][15]
- Jung Dong-hwan como Oh Young-geun, vicepresidente de Beomyoung Group, tío y rival de Oh Mi-ran.[16]
- Kim Byung-chun como Kwak Sam-soo, director general de Silver Lining.[16]
- Im Hyun-sung como Ha Jong-baek.
- Byun Jun-seo como Nam Sang-won, jefe de equipo en Silver Linings.[17]
- Jung Hee-tae como el señor Kim, director general de Silver Lining.[18]

### Apariciones especiales
- Jo Jae-yoon.[19]
- Jang Hang-jun.[20]

## Producción
La serie se basa en el webtoon del mismo título escrito por Park Seong-hyun, publicado en Naver. El mismo Park dibujó un póster con el trío protagonista a finales de noviembre de 2022, pocos días antes del estreno.
El 9 de noviembre el equipo de producción de la serie lanzó tanto el cartel como un tráiler de presentación, que muestra la lucha inútil de Seon-joo por salir del móvil en el que está atrapado.

## Audiencia
| Temporada | Temporada | Episodio número | Episodio número | Episodio número | Episodio número | Episodio número | Episodio número | Episodio número | Episodio número | Episodio número | Episodio número | Episodio número | Episodio número |
| Temporada | Temporada | 1               | 2               | 3               | 4               | 5               | 6               | 7               | 8               | 9               | 10              | 11              | 12              |
| --------- | --------- | --------------- | --------------- | --------------- | --------------- | --------------- | --------------- | --------------- | --------------- | --------------- | --------------- | --------------- | --------------- |
|           | 1         | 208             | —               | 241             | 286             | 248             | 292             | —               | 297             | 217             | 305             | 292             | 271             |

| Episodio | Fecha de emisión        | Índices de audiencia     | Índices de audiencia |
| Episodio | Fecha de emisión        | Nacional (Nielsen Korea) | Seúl                 |
| --- | ----------------------- | ------------------------ | -------------------- |
| 1 | 7 de diciembre de 2022  | 1,096 % (10.ª)           | 1,523 % (3.ª)        |
| 2 | 8 de diciembre de 2022  | 0,858 % (25.ª)           | —                    |
| 3 | 14 de diciembre de 2022 | 1,139 % (12.ª)           | 1,383 % (8.ª)        |
| 4 | 15 de diciembre de 2022 | 1,198 % (10.ª)           | 1,211 % (9.ª)        |
| 5 | 21 de diciembre de 2022 | 1,078 % (22.ª)           | —                    |
| 6 | 22 de diciembre de 2022 | 1,215 % (13.ª)           | —                    |
| 7 | 28 de diciembre de 2022 | 0,981 % (20.ª)           | —                    |
| 8 | 29 de diciembre de 2022 | 1,298 % (8.ª)            | 1,451 % (3.ª)        |
| 9 | 4 de enero de 2023      | 1,136 % (8.ª)            | 1,289 % (7.ª)        |
| 10 | 5 de enero de 2023      | 1,397 % (5.ª)            | 1,352 % (6.ª)        |
| 11 | 11 de enero de 2023     | 1,416 % (6.ª)            | 1,503 % (5.ª)        |
| 12 | 12 de enero de 2023     | 1,450 % (5.ª)            | 1,552 % (6.ª)        |
| Promedio | Promedio                | 1,189 %                  | —*                   |
| - En la tabla, los números azules representan los índices de audiencia más bajos y los números rojos representan los más altos. - Esta serie se transmite mediante televisión por cable/TV de pago, que por lo general tiene una audiencia más pequeña en comparación con la de cadenas públicas como (KBS, SBS, MBC y EBS). - (*) Se desconoce el promedio exacto porque no se registraron los datos de algunos episiodios. |                         |                          |                      |